# West Point (Alabama)
West Point é uma cidade  localizada no estado americano de Alabama, no Condado de Cullman.

## Demografia
Segundo o censo americano de 2000, a sua população era de 295 habitantes.
Em 2006, foi estimada uma população de 452, um aumento de 157 (53.2%).

## Geografia
De acordo com o United States Census Bureau, a localidade tem uma área de 3,0 km², sem área coberta por água. West Point localiza-se a aproximadamente 272 m acima do nível do mar.

## Localidades na vizinhança
O diagrama seguinte representa as localidades num raio de 24 km ao redor de West Point.